# Marco Spagnoli
Marco Spagnoli (Napoli, 23 giugno 1970) è un critico cinematografico, giornalista, regista, e sceneggiatore italiano.

## Biografia
Nel 1995 si laurea in Storia delle Istituzioni sociali e politiche alla facoltà di filosofia e si occupa da allora di cinema e spettacolo. È principalmente noto per i suoi documentari sul cinema, in particolare sul rapporto fra il cinema italiano e quello statunitense e per i suoi diversi lavori biografici su importanti personalità che hanno contribuito al successo di Cinecittà. Alterna la sua attività di sceneggiatore e regista a quella di critico cinematografico e giornalista in diverse riviste e redazioni web nel settore cinema e spettacolo. Nel 2009 scrive e dirige il documento Hollywood sul Tevere, che ottiene diverse nomination al Nastro d'argento e al David di Donatello, nel 2011 riceve una nomination al premio Focal grazie a Hollywood Invasion, altro documentario che scrive e dirige, e nel 2015 gli viene assegnato un Nastro d'argento speciale per Walt Disney e l'Italia - Una storia d'amore, Sophia racconta la Loren e Enrico Lucherini - Ne ho fatte di tutti i colori, tutti documentari, quest'ultimo nominato nuovamente al David di Donatello.
Tra il 2014 e il 2015 ha realizzato altri due ritratti per la serie Donne nel Mito, uno su Matilde Serao e un altro su Mina per celebrare i 75 anni della cantante. Nel 2015, per Studio Universal ha scritto e diretto un servizio su Anne Bancroft a dieci anni dalla sua scomparsa con una lunga intervista a Ezio Greggio. Nel dicembre dello stesso anno ha curato, sempre per Studio Universal, un servizio su Woody Allen per celebrare gli ottanta anni del regista, intervistando Carlo Verdone. Nel 2016 ha diretto gli spot della prima campagna promozionale congiunta di MPA - ANICA - Univideo - Fapav a tutela dell’industria audiovisiva intitolata #IoFaccioFilm. Nel 2017, per celebrare gli ottanta di Cinecittà è stato presentato Cinecittà Babilonia - Sesso, Droga e Camicie Nere, prodotto dall’Istituto Luce e andato in onda su Rai 1. Ha scritto e diretto Motori Ruggenti e la relativa campagna social composta da dieci clip per celebrare l’arrivo del film, Disney - Pixar, Cars 3 nelle sale cinematografiche. Questo è il suo secondo documentario prodotto dalla The Walt Disney Company, uscito in sala in un evento il 25 e il 26 luglio. Sempre nel 2017 ha scritto e diretto The Italian Jobs – Paramount Pictures e l'Italia, prodotto da Paramount Channel in associazione con Ascent Film e Kenturio, dedicato alla storia della major hollywoodiana in Italia. Il film ha avuto la sua premiere mondiale alla Festa del Cinema di Roma, diretta da Antonio Monda ed è stato candidato al David di Donatello come miglior documentario e al Nastro d’argento come miglior documentario sul cinema. È il primo italiano ad avere diretto un lungometraggio in VR 360: 7 Miracles VR, di cui Spagnoli ha adattato la sceneggiatura basandosi sul Vangelo secondo Giovanni. Del film ha curato la co-regia insieme a Rodrigo Cerqueira che ne è anche il produttore insieme a Enzo Sisti (FPC) e a Joel Breton di HTC. Il film ha vinto il Festival Raindance di Londra e l’uscita su HTC LIVE e su tutte le altre piattaforme VR, nel 2019.
Il 23 gennaio 2019, Rai 1 ha presentato Figli del Destino, la docufiction su quattro bambini ebrei all’alba delle leggi razziali. Ambientato tra Napoli, Roma, Milano e Pisa con protagonisti Tullio Foà, Lia Levi, Liliana Segre e Guido Cava, Spagnoli ne firma da solo il soggetto, la sceneggiatura, con Luca Rossi e Leonardo Marini e la co-regia con Francesco Micciché. Il docufilm ha conquistato una media di 2.969.000 spettatori pari al 12.4% di share.
Per l’anniversario dell’allunaggio del 1969, ha diretto e scritto, insieme a Renato Cantore, il documentario prodotto da Istituto Luce e andato in onda su History Channel, Luna Italiana - Rocco Petrone e il viaggio dell'Apollo 11, presentato in anteprima mondiale nell’ambito delle celebrazioni di Matera 2019 – Capitale della Cultura. Alla fine dell'anno è uscito Il nostro papa, co-diretto insieme a Tiziana Lupi e tratto dalla biografia scritta dalla stessa Lupi di papa Francesco. La docufiction è andata in onda la sera di Natale del 2020 e ha ottenuto in seconda serata 931.000 spettatori.
Ha scritto, insieme a Marco Dell’Omo e Gloria Giorgianni, e diretto l’episodio Oriana Fallaci – Il lato nascosto della luna, per la serie di Illuminate 2, andata in onda su Rai 3 il 25 ottobre con il 5% di share e oltre 600.000 spettatori.
Ha scritto e diretto, insieme a Simone Isola, Cecchi Gori – Una famiglia italiana, prodotto da Giuseppe Lepore per Bielle Re, e presentato in anteprima mondiale al Festival di Roma come evento speciale.
Nel 2020 ha firmato il ritratto di Alda Merini intitolato La musica delle parole, scritto insieme ad Alessandra Cravetto e Gloria Giorgianni, con protagonista Claudia Gerini, per la serie Illuminate 3. Ha poi diretto tre episodi della serie Il Segno delle donne, prodotta da Anele e dedicati ad Adele Faccio, Ondina Valla e Vera Vergani, in cui le tre protagoniste sono interpretate rispettivamente da Monica Nappo, Eleonora Giovanardi e Matilde Gioli.
Spagnoli per Anele ha firmato, inoltre, altre due puntate della serie Illuminate, per Rai 3, dedicata a Mariangela Melato e Lina Wertmüller, e otto puntate per Rai Storia della serie Il segno delle donne, dedicate rispettivamente ad Alida Valli, alle sorelle Giussani, ad Adele Faccio, a Vera Vergani, a Carina Massone Negrone, ad Ondina Valla, a Sibilla Aleramo e a Piera Degli Esposti.
Ha scritto e diretto diversi documentari distribuiti da major americane, con NBCUniversal, The Walt Disney Company, Viacom - Paramount e A&E Networks.
Il suo documentario Franco Battiato - La voce del padrone, dedicato al musicista siciliano è risultato il docu musicale più visto nelle sale cinematografiche italiane nel 2022 e ha vinto il Nastro d'argento per il miglior docu nella sezione musica, arte e spettacolo.
Ha realizzato il primo podcast dedicato al cinema per Audible - Amazon, intitolato Interno Giorno e il primo podcast dedicato all’esplorazione italiana dello spazio per Rai Radio 3, intitolato Volare!. Per Rai Radio 3 ha realizzato anche il podcast Sophia Loren - Voce di una diva, ispirato al suo documentario in onda su Rai 1, Sophia!, dedicato alla vita e alla carriera di Sophia Loren.
Vice direttore del Mia Market e responsabile della sezione Doc & Factual, consulente di Festival ed eventi internazionali e direttore del Gala Cinema e Fiction. 
Dal 2025 è direttore dell'Italian Global Series Festival che si tiene tra Rimini e Riccione, reboot del RomaFictionFest.
Insegna "Documentario" presso il Master di Writing della Luiss Business School e il suo corso sulla preparazione di Pitch per documentari è disponibile sulla piattaforma globale di e-learning Domestika.

## Vita privata
È stato sposato con la giornalista Rai Maria Teresa Bellucci, dal 1997 al 2006, da cui ha avuto il figlio Claudio (1999). 
Nel 2012 ha sposato la scrittrice Orsola Severini, da cui ha avuto tre figli: Antonio (2009), Leone (2011) e Alice (2018).

## Filmografia

### Regista e sceneggiatore

#### Lungometraggi
- 7 Miracles VR, co-regia con Rodrigo Cerqueira (2014-2018)

#### Documentari
- Hollywood sul Tevere (2009)
- Hollywood Invasion (2011)
- Diversamente giovane (2011)
- Giuliano Montaldo - Quattro volte vent'anni (2012)
- Donne nel mito: Anna Magnani a Hollywood (2013)
- Walt Disney e l'Italia - Una storia d'amore (2014)
- Donne nel mito: Sophia racconta la Loren (2014)
- Enrico Lucherini - Ne ho fatte di tutti i colori (2014)
- Donne nel mito: Matilde Serao (2014)
- Donne nel mito: Mina (2015)
- Focus: Anne Bancroft (2015)
- Focus: Woody Allen (2015)
- Cinecittà Babilonia - Sesso, droga e camicie nere (2016)
- Motori ruggenti (2017)
- The Italian Jobs - Paramount Pictures e l'Italia (2017)
- Figli del destino, co-diretta insieme a Francesco Miccichè – docufiction (2019)
- Il nostro papa, co-diretto insieme a Tiziana Lupi (2019)
- Luna italiana - Rocco Petrone e il viaggio dell'Apollo 11 (2019)
- Illuminate 2 - Oriana Fallaci: Il lato nascosto della Luna (2019)
- Cecchi Gori - Una famiglia italiana, co-diretto insieme a Simone Isola (2019)
- Illuminate 3 - Alda Merini: La musica delle parole (2020)
- Il segno delle donne - Ondina Valla (2020)
- Il segno delle donne - Adele Faccio (2020)
- Il segno delle donne - Vera Vergani (2020)
- Ibla - Le chiavi dell'anima (2021)
- Primo Levi: questo è un uomo, regia Marco Turco – docufiction (2021) - collaborazione alla sceneggiatura, interviste
- Fellini - Io sono un clown (2021)
- Il coraggio del leone (2021)
- Il segno delle donne 2 - Alida Valli (2021)
- Il segno delle donne 2 - Le sorelle Giussani (2021)
- Il segno delle donne 2 - Carolina Massone Negrone (2021)
- Illuminate 4 - Mariangela Melato: Il gioco della bottiglia (2021)
- Spazio Italiano (2021)
- Sophia! (2022)
- Franco Battiato - La voce del padrone (2022)
- Il segno delle donne 3 - Piera degli Esposti (2022)
- Il segno delle donne 3 - Sibilla Aleramo (2022)
- llluminate 5 - Lina Wertmüller: La prima regista all'Oscar (2023)
- L'arte della guerra, co-regia con Tiziana Lupi (2023)
- Buon compleanno Massimo (2023)
- Hollywood Cinecittà (2023)
- Il segno delle donne 4 - Ave Ninchi (2023)
- Il segno delle donne 4 - Ada Pace (2023)
- Il segno delle donne 4 - Marta Abba (2023)
- lIluminate 6 - Monica Vitti - La donna che visse due volte (2024)
- C'era una volta il Derby Club (2024)
- Vincenzo Nibali - Il 7⁰ campione (2024)
- Pino Daniele - Nero a metà (2025)
- La scuola romana delle risate (2025)

#### Cortometraggi
- Sweetheart (2017)
- Segnali di vita (2020)
- Dalle torri alla Luna (2021)

## Riconoscimenti
- Premio Giornalismo Domenico Meccoli
  - 2012 – Giornalista cinematografico dell'anno
- David di Donatello
  - 2010 – Candidatura per il migliore documentario per Hollywood sul Tevere
  - 2015 – Candidatura per il migliore documentario per Enrico Lucherini - Ne ho fatte di tutti i colori
  - 2018 – Candidatura per il migliore documentario per The Italian Jobs – Paramount Pictures e l'Italia
- Nastro d'argento
  - 2010 – Candidatura per il migliore documentario per Hollywood sul Tevere
  - 2012 – Premio speciale per il documentario Giuliano Montaldo – Quattro volte vent'anni
  - 2015 – Nastro d'Argento speciale per Enrico Lucherini – Ne ho fatte di tutti i colori; Walt Disney e l'Italia – Una storia d'amore; Sophia racconta la Loren.
  - 2018 – Candidatura per il migliore documentario per The Italian Jobs – Paramount Pictures e l'Italia
  - 2020 – Candidatura come migliore docufiction per Figli del destino.
  - 2020 – Premio speciale "Cinema e storia" per Figli del destino.
  - 2023 - Nastro D'Argento per il miglior documentario nella categoria Cinema Spettacolo Cultura per Franco Battiato - La voce del padrone (2022)
  - 2025 -  Candidatura Nastro D'Argento per il miglior documentario nella categoria Cinema Spettacolo Cultura per Pino Daniele - Nero a metà